# ISO 3166-2:DO
Kódy ISO 3166-2 pro Dominikánskou republiku identifikují 31 provincií, 1 distrikt hlavního města a 10 regionů (stav v roce 2015). První část (DO) je mezinárodní kód pro Dominikánskou republiku, druhá část sestává ze dvou čísel identifikujících provincii.

## Zpravodaj
```
en:ISO 3166-2:2000-06-21
```

## Seznam kódů
```
Provincie, distrikt hlavního města:
 
DO-01 Distrito Nacional (
Santo Domingo
)
DO-02 Azua (Azua)
DO-03 Baoruco (Neiba)
DO-04 Barahona (Barahona)
DO-05 Dajabón (Dajabón)
DO-06 Duarte (San Francisco de Macorís)
DO-07 Elías Piña (Comendador)
DO-08 El Seibo (El Seibo)
DO-09 Espaillat (Moca)
DO-10 Independencia (Jimaní)
DO-11 La Altagracia (Higüey)
DO-12 La Romana (
La Romana
)
DO-13 La Vega (La Vega)
DO-14 María Trinidad Sánchez (Nagua)
DO-15 Monte Cristi (Monte Cristi)
DO-16 Pedernales (Pedernales)
DO-17 Peravia (Baní)
DO-18 Puerto Plata (
Puerto Plata
)
DO-19 Salcedo (Salcedo)
DO-20 Samaná (Samaná)
DO-21 San Cristóbal (San Cristóbal)
DO-22 San Juan (San Juan)
DO-23 San Pedro de Macorís (
San Pedro de Macorís
)
DO-24 Sánchez Ramírez (Cotuí)
DO-25 Santiago (Santiago)
DO-26 Santiago Rodríguez (Sabaneta)
DO-27 Valverde (Mao)
DO-28 Monseñor Nouel (Bonao) 
DO-29 Monte Plata (Monte Plata) 
DO-30 Hato Mayor (Hato Mayor) 
DO-31 San José de Ocoa (San José de Ocoa)
```

```
Regiony:
 
DO-33 Cibao Nordeste
DO-34 Cibao Noroeste
DO-35 Cibao Norte
DO-36 Cibao Sur
DO-37 El Valle
DO-38 Enriquillo
DO-39 Higuamo
DO-40 Ozama
DO-41 Valdesia
DO-42 Yuma
```